# Liste der Naturdenkmale in Hülben
| Naturdenkmale | Anzahl |
| ------------- | ------ |
| FND           | 0      |
| END           | 4      |
| Gesamt        | 4      |

Die Liste der Naturdenkmale in Hülben nennt die verordneten Naturdenkmale (ND) der im baden-württembergischen Landkreis Reutlingen liegenden Gemeinde Hülben. In Hülben gibt es insgesamt vier als Naturdenkmal geschützte Objekte, alles sind flächenhafte Naturdenkmale (FND), es gibt kein Einzelgebilde-Naturdenkmal (END).
Stand: 31. Oktober 2016.

## Einzelgebilde (END)
| Name                     | Bild | Kennung     | Einzelheiten | Position | Fläche Hektar | Datum         |
| ------------------------ | ---- | ----------- | ------------ | -------- | ------------- | ------------- |
| Karlslinde               | BW   | 84150390013 | Hülben       | ⊙        | 0,0           | 15. Juni 2009 |
| Kastanie                 |      | 84150390008 | Hülben       | ⊙        | 0,0           | 15. Juni 2009 |
| Linde Längenmahd         | BW   | 84150390007 | Hülben       | ⊙        | 0,0           | 15. Juni 2009 |
| 2 Linden an der Steige   | BW   | 84150390009 | Hülben       | ⊙        | 0,0           | 15. Juni 2009 |
| Legende für Naturdenkmal |      |             |              |          |               |               |

## Ehemalige Naturdenkmale
Im Vergleich mit Naturdenkmalliste von 1978 sind einige Naturdenkmale abgegangen oder aufgehoben worden:
| Name                     | Bild | Standort                   | Einzelheiten                                     |
| ------------------------ | ---- | -------------------------- | ------------------------------------------------ |
| Linde                    |      | Hülben, Gewann Harlach     |                                                  |
| 2 Rosskastanien          |      | Hülben, Alter Turnplatz    | möglicherweise teilidentisch mit Nr. 84150390008 |
| Linde                    |      | Hülben, bei der Kläranlage |                                                  |
| Hülbener Tropfsteinhöhle |      | Hülben, an der Steig       |                                                  |